# Doona!
Doona!, tên gốc tại Hàn Quốc là Lee Doo-na! (tiếng Hàn: 이두나!; Romaja: I Du-na!) là một bộ phim truyền hình Hàn Quốc dựa trên webtoon manhwa cùng tên của Min Song-ah. Bộ phim do Lee Jeong-hyo làm đạo diễn, với sự tham gia của Bae Suzy và Yang Se-jong. Phim được phát hành trên Netflix vào ngày 20 tháng 10 năm 2023.

## Tóm tắt
Một sinh viên đại học tên Won-jun trở thành bạn cùng phòng với Doo-na - một thần tượng K-pop đã giải nghệ, cô đã bỏ lại những tháng ngày hào nhoáng của mình trở về sống trong một ngôi nhà chung.

## Dàn diễn viên

### Diễn viên chính
- Bae Suzy vai Lee Doo-na (이두나)[11]

Giọng ca chính và là center của nhóm nhạc nữ Dream Sweet nhưng cô đột ngột tuyên bố giải nghệ và chuyển về sống trong một ngôi nhà chung tại một thị trấn đại học.
- Yang Se-jong vai Lee Won-jun (이원준)[11]

Một sinh viên đại học bình thường không có gì ngoài trái tim ấm áp và trong sáng, anh là người mang lại cho Doona cảm giác được nghỉ ngơi, thư giãn.

### Diễn viên phụ
- Shin Ha-young vai Kim Jin-joo[12]

Crush thời trung học của Won-jun
- Kim Do-wan vai Goo Jeong-hoon[13]

Bạn cùng nhà của Won-jun.
- Park Se-wan vai Choi I-ra[14]

Bạn thời thơ ấu của Won Jun.
- Kim Min-ho as Seo Yun-taek
- Kim Sun-young vai mẹ của Doo-na[15]
- Kim Yoo-mi vai đại diện công ty của Doo-na[15]
- Baek Ji-hye vai Eun-joo[16]

### Xuất hiện đặc biệt
- Lee Jin-wook vai Park In-wook[17]
- Go Ah-sung vai Im Ha-yeon, thành viên nhóm nhạc nữ Dream Sweet[18][19]
- Simeez, Rian (Vũ công đến từ Lachica) với tư cách là thành viên của nhóm nhạc nữ Dream Sweet[18]
- Kim Hyun-mok vai kẻ bám đuôi (tập 3)

## Sản xuất
Tháng 7 năm 2022, có thông tin cho rằng bộ phim đã bắt đầu quay gần thời điểm đó. Ngày 23 tháng 2 năm 2023, Suzy đăng một bức ảnh lên mạng xã hội chia sẻ rằng bộ phim đã hoàn tất quá trình quay.

## Đánh giá
Tờ báo Singapore The Straits Times đã chấm 3 trên 5 sao, họ đánh giá tích cực về khả năng diễn xuất tuyệt vời của cả hai nhân vật chính Suzy và Yang Se-jong, cũng như "sự lãng mạn ngọt ngào" mà bộ phim thể hiện. Bộ phim đứng vị trí số 1 trong top 10 chương trình truyền hình hàng đầu của Netflix tại Singapore.